# 임계 질량

임계 질량 미만의 두 핵물질이 결합하여 임계 질량을 초과하면 핵폭발이 일어난다.

임계 질량(臨界 質量)은 우라늄이나 플루토늄과 같은 핵물질이 핵 연쇄 반응의 과정에서 스스로 폭발할 수 있는 최소한의 질량을 말한다. 핵분열을 이용한 핵무기는 핵물질이 임계 질량을 초과하여 폭발하도록 설계되어 있다. 이렇게 임계 이상의 질량이 되도록 하는 방법에는 포신형의 방법과 내폭형의 방법이 있다.
핵물질에 따른 임계 질량은 다음의 표와 같다.
| 핵물질       | 임계 질량 (kg) | 직경 (cm) | 출처        |
| ------------ | -------------- | --------- | ----------- |
| 우라늄-233   | 15             | 11        | [ 3 ]       |
| 우라늄-235   | 52             | 17        | [ 3 ]       |
| 넵투늄-236   | 7              | 8.7       | [ 4 ]       |
| 플루토늄-238 | 9.04–10.07     | 9.5-9.9   | [ 5 ]       |
| 플루토늄-239 | 10             | 9.9       | [ 3 ] [ 5 ] |
| 플루토늄-240 | 40             | 15        | [ 3 ]       |
| 플루토늄-241 | 12             | 10.5      | [ 6 ]       |
| 플루토늄-242 | 75–100         | 19-21     | [ 6 ]       |
| 캘리포늄-249 | 6              | 9         | [ 4 ]       |
| 캘리포늄-251 | 5              | 8.5       | [ 4 ]       |
| 캘리포늄-252 | 2.73           | 6.9       | [ 7 ]       |

## 같이 보기
- 맨해튼 계획
- 핵무기 설계
- 핵무기

## 주해
1. ↑  핵물질 농도가 100% 일 경우의 임계 질량이다. 농도가 낮아질 경우 임계 질량은 더 커진다.